# Marcelo Camelo
Marcelo de Souza Camelo (Río de Janeiro 4 de febrero de 1978) es un compositor, cantante, guitarrista y poeta brasileño. Es conocido como compositor y guitarrista principal de la banda brasileña de Los Hermanos. Desde el final de la banda, que sigue componiendo para muchos intérpretes, principalmente Maria Rita y Ivete Sangalo. En 2008, fue lanzado su primer disco en solitario, Sou.

## Biografía

### 1997-2007: Los Hermanos
Hijo de Ernesto Camelo y pintor ingenuo Ana Camelo, Marcelo nació en Río de Janeiro, después de haber crecido en Jacarepaguá, un suburbio al oeste de la ciudad. Tuvo su primer contacto con el rock como un fan de hard rock estadounidense Bon Jovi. Su contacto con la música rock tomaría la mayor parte de su tiempo en la universidad, a través de una participación activa en un fanzine centrado en la escena musical de Río donde entrevistó a muchos músicos como Alexandre Kassin, un miembro de la Banda Acabou La Tequila en ese momento, uno de los principales influencias musicales de Camelo. Al estudiar periodismo en la PUC-Rio Marcelo tuvo los primeros contactos con la etapa de realizar a través de la formación de las bandas Drive By, Barnabé y palomitas de Minanina antes de crear Los Hermanos.
En 1999, la banda de Marcelo Camelo, Los Hermanos, lanzó su primer álbum homónimo. La banda lanzó más adelante Bloco do Eu Sozinho y Ventura, respectivamente, en 2001 y 2003. Estos dos se enumeran en los 100 mejores álbumes de la música brasileña de la revista Rolling Stone (edición brasileña). Más tarde, en 2005 lanzaron su último álbum hasta ahora llamado 4.

### 2007-presente: trayectoria como solista
Después de Los Hermanos anunció hiato de la banda, el compositor lanzó su primer álbum titulado Sou (en español: "Soy"). El álbum, que cuenta con una cubierta-poema del artista Rodrigo Linares fue lanzado por primera vez en Internet, a través del sitio de Sonora en el portal de Terra Networks. El álbum cuenta con 14 temas compuestos por Marcelo Camelo, dos realizadas exclusivamente por el pianista Clara Sverner, artista invitado en la grabación. Además de ella, Mallu Magalhães y acordeonista Dominguinhos también están presentes en el álbum. La canción Janta, que cuenta con la participación de Mallu, fue catalogado por el brasileño Rolling Stone como la mejor canción de 2008.
En abril de 2010 las pistas de lo que sería el segundo álbum de estudio de la carrera en solitario de Marcelo estaba en el proceso final de la grabación y el autor propio ya habían anunciado que el punto no identificado dc sería puesto en libertad en tres meses. Sin embargo Camelo decidió cambiar todo y se mudó a São Paulo vivía con su esposa y volvió a su vieja ciudad de Río de Janeiro, dice después de manipular titulado Toque Dela: "A mis demandas, me faltaba otro tipo de estética hice una parada estratégica para escuchar lo que él había escrito. Él trajo [las pistas] a Río, y suena totalmente diferente aquí y en Sao Paulo. Ya en el plano del disco está cambiando. "